# Villefranche Handball Beaujolais
Le Villefranche Handball Beaujolais est un club de handball français situé à Villefranche-sur-Saône. Il a pris la suite en 2008 du HBC Villefranche-en-Beaujolais, club créé en 1945 et évoluant en Division 1 lors de sa liquidation judiciaire à l'issue de la saison 2007-2008.
L'équipe première évolue en Nationale 1 masculine pour la saison 2017-2018.

## Histoire
En 1945, le Moto-Ball Caladois décide de participer au lancement du handball à onze en créant une section. Avant que le jeu à onze ne disparaisse, Villefranche remporte la coupe de l'Auto (ancêtre de la coupe de France), et s'adjuge le championnat de France Sud-Est.
Le Handball Club Caladois tient également un rôle de premier ordre dans le jeu à sept. Finaliste du Championnat de France Excellence en 1966 (actuelle Division 2) avec les fameux Yougoslaves Bogdan Cvijetić (sr), qui resta quatre ans, et Dragiša Tričković, le HBC Villefranche accède ainsi à l'élite. Du fait de la création d'une Nationale 2, le club est relégué à l'issue de la saison 67/68. À nouveau finaliste de Nationale II en 1969, les Caladois sont nouveau relégués après une très difficile saison 69/70 (14 défaites en autant de matchs).
Après avoir été barragiste en 1982 et 1983, le HBC Villefranche retrouve l'élite en étant champion de France de Nationale 1B en 1986. Toutefois, le club est encore relégué dès sa première saison en Nationale 1A, malgré la bonne performance d'un jeune joueur, Laurent Munier, qui termine troisième meilleur buteur du championnat. Les années suivantes, le club évolue dans des divisions inférieures.
Champion de Division 2 en 2003-2004, le HBC Villefranche-en-Beaujolais accède alors à la première division. Il s'y maintient une première saison (onzième en 2004-2005) avant de redescendre l'année suivante.
Le HBC Villefranche-en-Beaujolais termine deuxième de Division 2 et retrouve immédiatement l'élite. Cependant, malgré les 163 buts d'Olivier Marroux — deuxième meilleur buteur de la compétition — Villefranche termine dernier de Division 1 2007-2008 avec une seule victoire en 26 matchs. Sportivement relégué en Division 2, le club caladois est placé en liquidation judiciaire et disparaît. 
Le Villefranche Handball Beaujolais lui succède.

## Palmarès
- Championnat de France de Division 2
  - Vainqueur (2) : 1986, 2004.
  - Finaliste en 1966 et 1969

## Personnalités liées au club
- Jean-Michel Aulas : joueur dans les années 1970
- Aziz Benkahla : joueur de 2004 à 2014
- Arnaud Bingo : joueur de 2003 à 2005
- Sassi Boultif : joueur de 2003 à 2006
- Jean-Jacques Brochette : président de 1968 à 1976.
- Bogdan Cvijetić (sr) : joueur dans les années 1960
- Gilles Dionizio : joueur de 1968 (formé au club) à 198?
- Matthieu Drouhin : joueur de 2002 à 2006
- Rock Feliho : joueur de 2004 à 2006
- Guillaume Joli : joueur de 2000 à 2002 (junior)
- Denis Lathoud : joueur de 1998 à 2000
- Olivier Marroux : joueur de 2007 à 2008
- Thierry Meyer : entraineur-joueur dans les années 1980
- Laurent Munier : joueur de 1985 à 1987
- Cédric Paty : joueur de 2003 à 2005
- Guillaume Saurina : joueur de 2001 à 2002
- Andrzej Szymczak : entraineur-joueur de 1984 à ?
- Alfred Thiellet : président de 1960 à 1968 puis de 1984 à ?
- Dragiša Tričković : joueur dans les années 1960